# Бой за Суфу
Бой за Суфу́ (ивр. קרב סופה‎) — сражение между силами группировки ХАМАС и армией обороны Израиля (ЦАХАЛ), начавшееся 7 октября 2023 года, когда ХАМАС начал широкомасштабное наступление на юг Израиля и на израильский кибуц Суфа.
Данный кибуц расположен недалеко от границы между Израилем и сектором Газа и ранее был объектом ракетных обстрелов и вторжений в ходе газско-израильского конфликта.

## Результат боя
Более 250 человек были взяты в заложники группировкой ХАМАС, а затем спасены отрядом специального назначения «Шайетет 13» совместно с другими подразделениями Армии обороны Израиля (ЦАХАЛ).